# Menpō

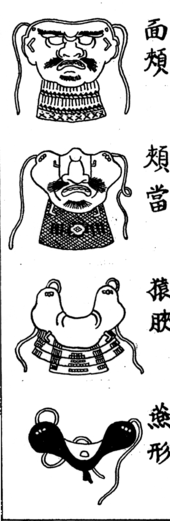
Stampa su legno del Periodo Edo raffigurante i vari tipo di maschera da guerra.
Dall'alto verso il basso: Somen, Menpō, Hanbō e Happuri.

Menpō (面具), Mengu (più raramente Men yoroi) era una maschera utilizzata dai giapponesi quale complemento all'elmo kabuto per la protezione del volto. Si tratta di uno degli elementi più caratteristici dell'armatura giapponese.

La maschera da guerra giapponese ricorda le maschere da guerra in uso presso i cinesi al tempo della Dinastia Han e della Dinastia Song.

## Descrizione
La maschera da guerra menpō veniva realizzata in cuoio, metallo o una combinazione di entrambi i materiali. Il manufatto era poi coperto di lacca, come la maggior parte degli elementi che componevano la panoplia giapponese, per migliorarne la resistenza alle intemperie. Nelle sue forme più complesse (menpō e somen), la maschera aveva foggia particolarmente complessa e fantasiosa. I soggetti più frequentemente raffigurati erano: il coreano (korai-bo), lo spettro (moriyo), il demone maligno (akuryu), il barbaro meridionale (namban-bo), il demone silvano (tori-tengu), il vecchio (okina-men), il giovane (wara-wazura) e la donna (onna-men).
La maschera veniva portata dal guerriero giapponese sotto all'elmo kabuto, la cui cinghia da allacciare sotto al mento veniva tirata contro la menpō. Vari uncini lungo il bordo della maschera, chiamati ori-kugi o odome, permettevano di assicurarla meglio all'elmo.

## Tipologie
- Somen - maschera da guerra che copriva interamente il volto del guerriero, dotata di semplici buchi per gli occhi;
- Menpō - maschera giapponese "classica", coprente il volto del guerriero dagli occhi in giù;
- Hanbō (Hanpō) - maschera a protezione della bocca e della mascella;
- Happuri - maschera a protezione della fronte e delle guance.

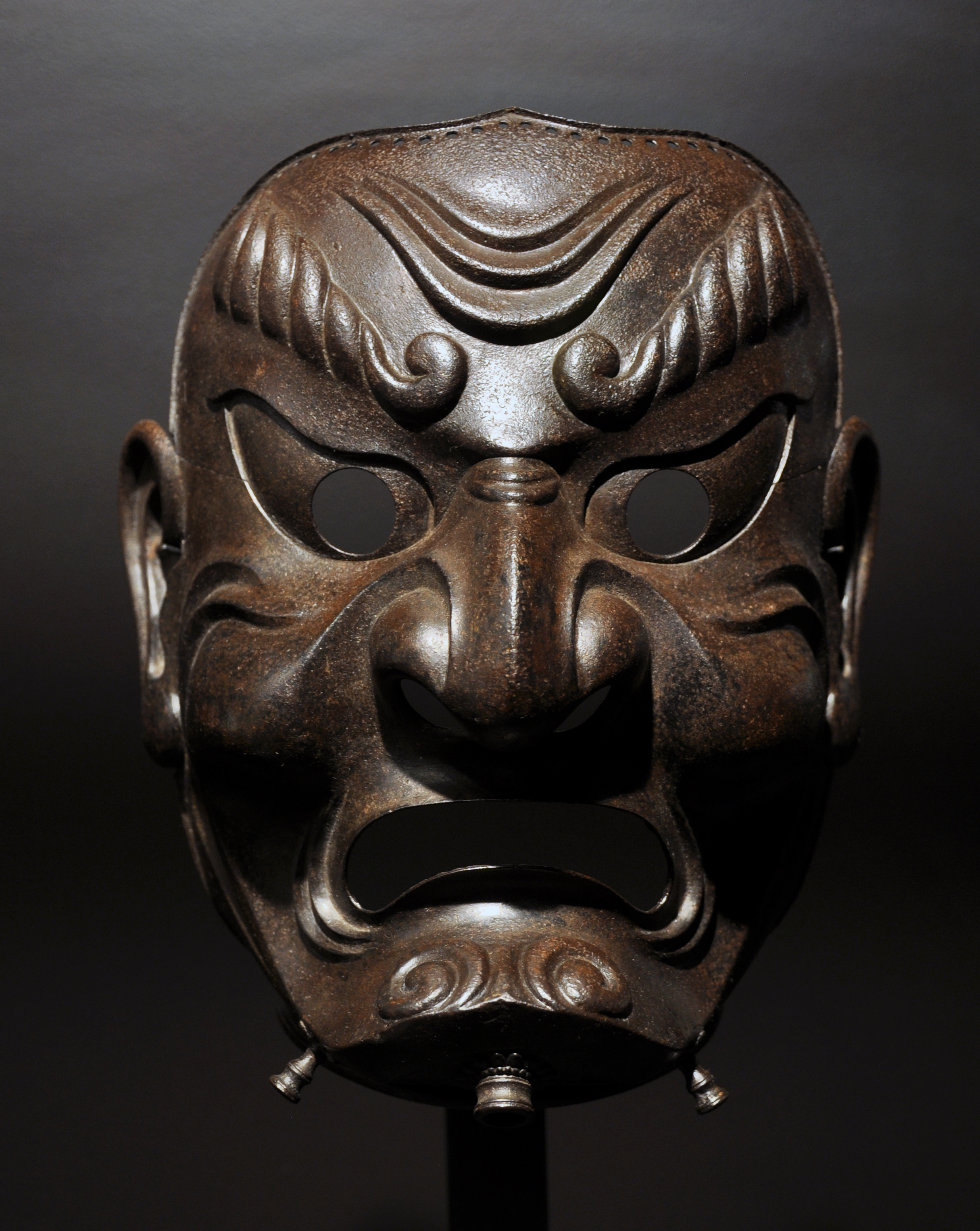
Somen
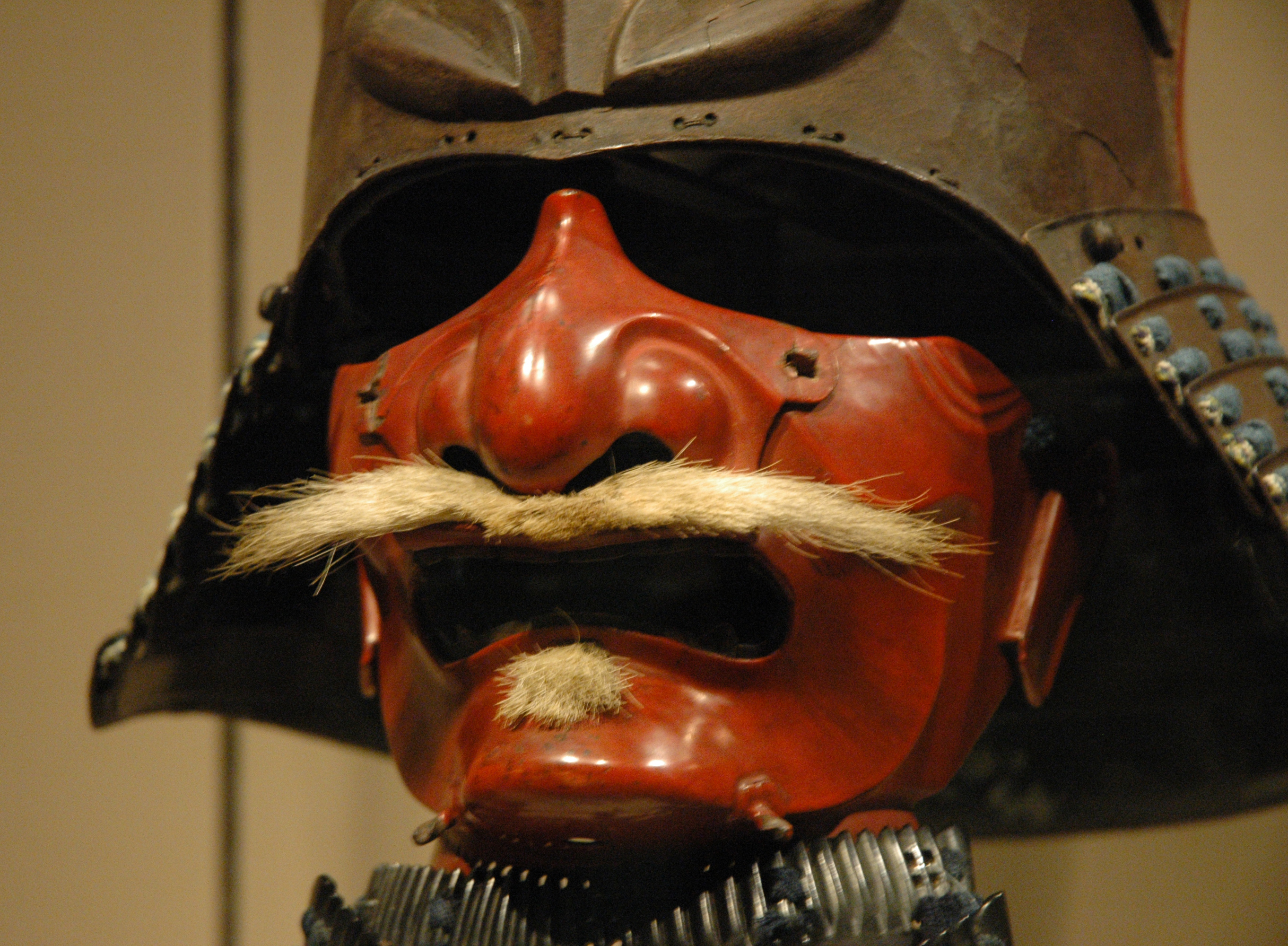
Menpō
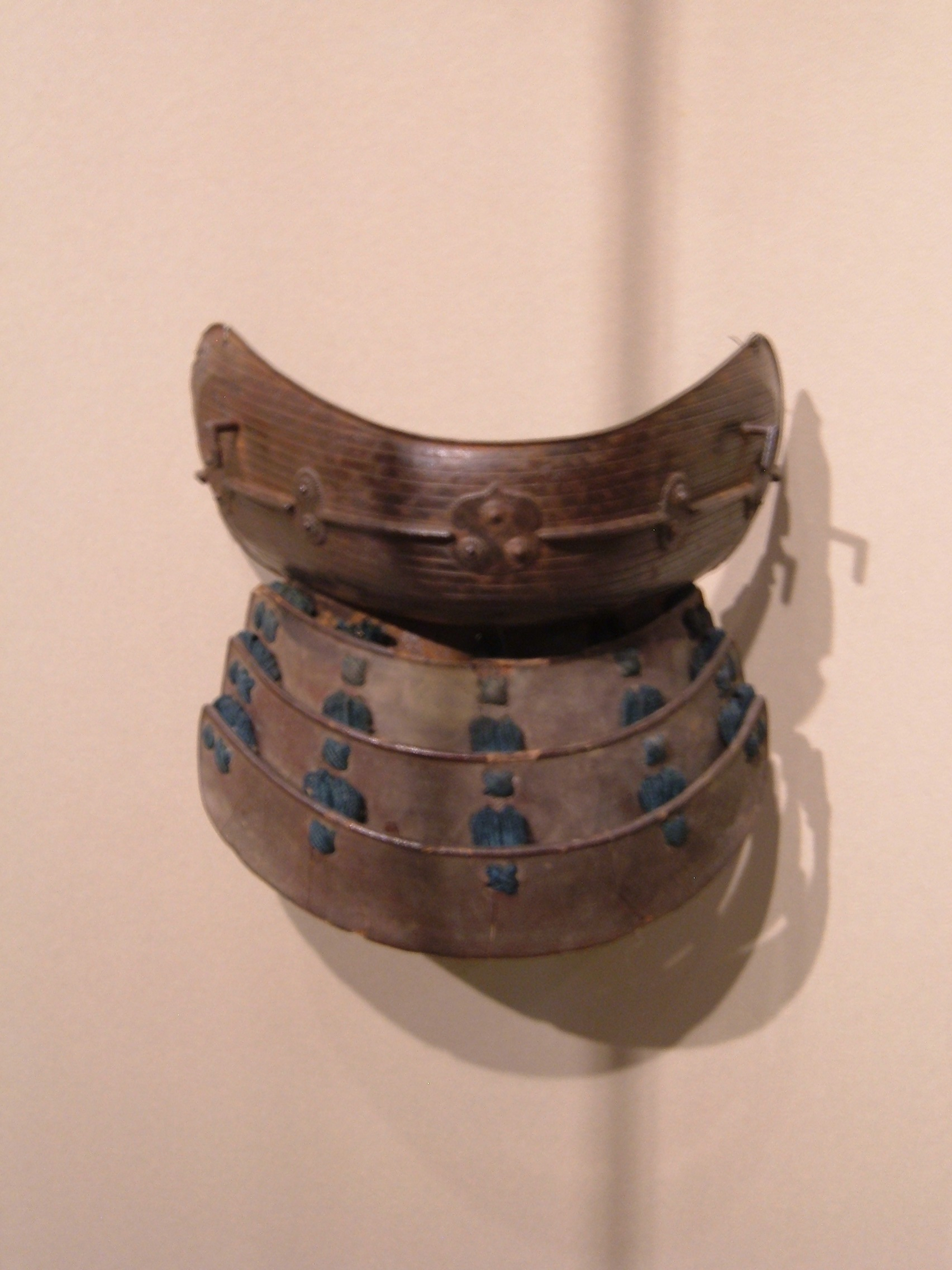
Hanbō
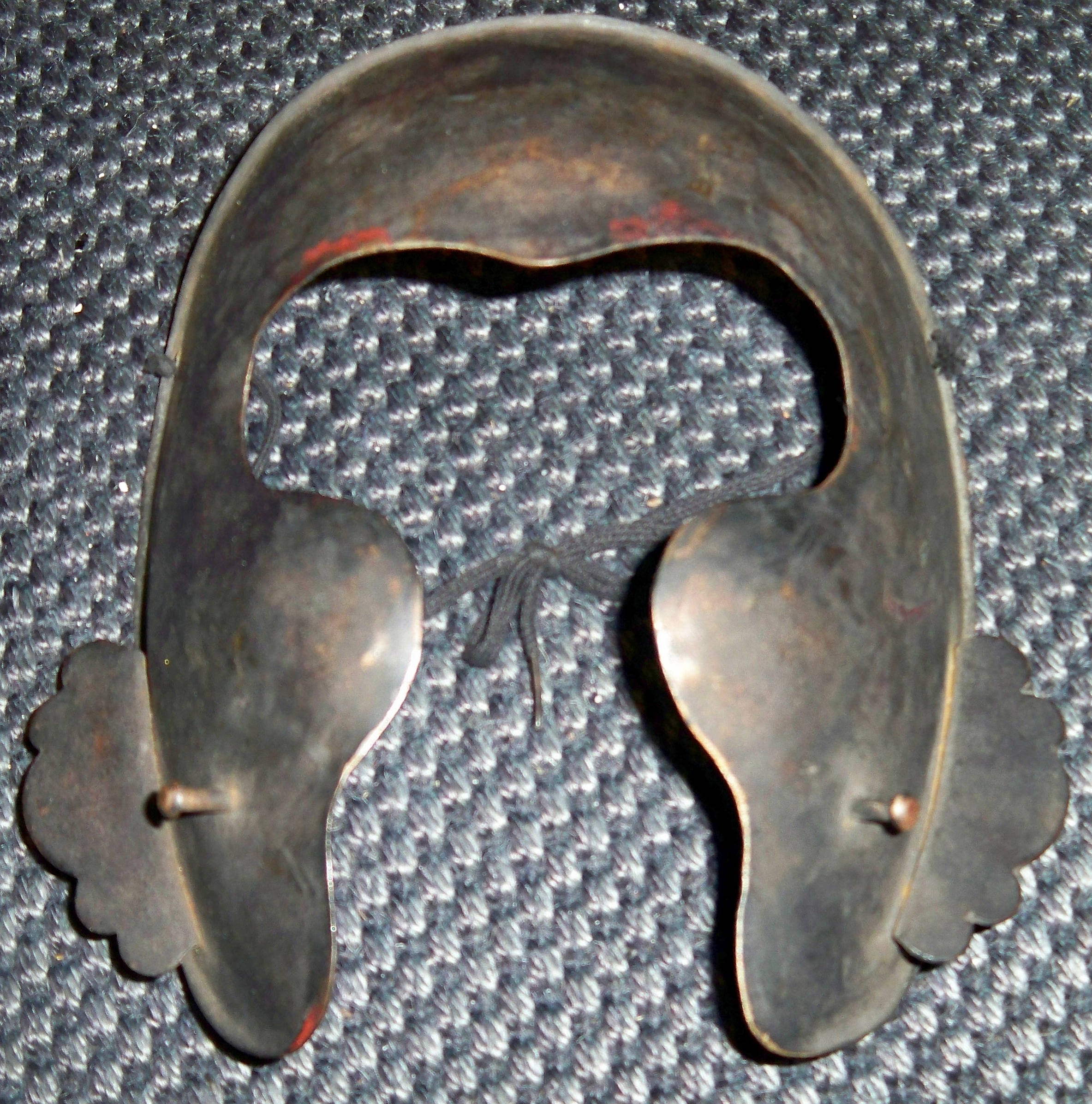
Happuri